# Onthophagus viridicervicapra
Onthophagus viridicervicapra es una especie de insecto del género Onthophagus, familia Scarabaeidae, orden Coleoptera.
Fue descrita científicamente por Ochi, Kon & Tsubaki en 2009.